# Грицюк Мар'яна Іванівна
Мар'яна Іванівна Грицюк (англ. Mariana Hrytsiuk, 11 травня 1980, м. Луцьк) — проректор з науково-педагогічної роботи та міжнародних зв'язків Буковинського державного медичного університету професор кафедри соціальної медицини та охорони здоров'я Буковинського державного медичного університету.

## Життєпис
У 2003 році закінчила Буковинську державну медичну академію за спеціальністю «Лікувальна справа», отримала диплом з відзнакою, здобувши кваліфікацію «Лікар». Того ж року вступила в інтернатуру за спеціальністю «Терапія». У грудні 2003 року вступила в аспірантуру за спеціальністю «Патологічна фізіологія». Після завершення інтернатури отримала звання лікаря-спеціаліста за спеціальністю «Терапія». Під керівництвом академіка АНН України, професора Пішака В.П. виконувала та захистила кандидатську дисертацію «Вплив мелатоніну на іонорегулювальну функцію нирок в умовах стресу та дії солей алюмінію і свинцю» у 2007 році, отримавши науковий ступінь кандидата медичних наук. Працювала асистентом кафедри медичної біології та генетики до 2010 року. З лютого 2010 року дотепер працює на кафедрі соціальної медицини та організації охорони здоров’я. 
У 2011 році отримала вчене звання «Доцент». З 2011 року по 2015 рік виконувала також обов’язки заступника декана медичного факультету №3.
З 2016 року обіймала посаду завідувача кафедри соціальної медицини та організації охорони здоров’я. За результатами атестації присвоєно першу кваліфікаційну категорію за спеціальністю «Організація і управління охороною здоров’я».
У грудні 2018 року захистила дисертацію на здобуття наукового ступеня доктора медичних наук на тему «Патофізіологічні механізми порушень парціальних функцій нирок в динаміці експериментального цукрового діабету», отримавши відповідний диплом у 2019 році. У 2020 році на підставі рішення Атестаційної колегії Міністерства освіти і науки України отримала вчене звання професора кафедри соціальної медицини та організації охорони здоров’я.
З березня 2019 р. по лютий 2024 р. — проректор з науково-педагогічної роботи та міжнародних зв’язків БДМУ.

## Наукова діяльність
Наукові інтереси: діагностика та лікування діабетичної нефропатії, цукровий діабет як соціальна проблема, прогноз здоров’я населення Буковини.
Також інтересами є налагодження активної міжнародної співпраці з різноманітними освітніми установами, сприяючи посиленню інтернаціоналізації діяльності Буковинського державного медичного університету, розширення вже існуючих міжнародних контактів, активізація академічної мобільності студентів та професорсько-викладацького складу, вивчення ринку освітніх послуг та вдосконалення процесу набору іноземних громадян на навчання до університету, реалізація різноманітних грантових проєктів, а також міжнародних програм академічної мобільності Erasmus+ KA107.
Є автором та співавтором понад 200 наукових праць, 5 монографій, 20 навчальних та навчально-методичних посібників, 5 раціоналізаторських пропозицій та 5 патентів на корисну модель.
Є членом ряду вітчизняних та міжнародних організацій і товариств. Постійно бере участь у симпозіумах, з’їздах, наукових школах тощо в Україні та закордоном. 

### Наукові ідентифікатори
- ORCID [Архівовано 15 березня 2022 у Wayback Machine.]

- Researcher ID

## Громадська діяльність
Є членом вченої ради медичного факультету №3 Буковинського державного медичного університету. 
Член вченої ради Буковинського державного медичного університету, центральної методичної комісії університету. 
Є членом ГО «Спільно для Буковини». 
Член атестаційної лікарської комісії Департаменту охорони здоров’я Чернівецької ОДА за згодою зі спеціальності «Організація та управління охороною здоров’я».
Дійсний член Європейської асоціації міжнародної освіти (EAIE – European Association for International Education).

## Вибрані наукові праці
1.    Hrytsiuk M. The violation of certain structures of rats’ renal glomeruli in drug-induced diabetus mellitus using a histochemical technique. Modern Science — Moderní věda. Praha. Česká republika, Nemoros. 2016;3:100-4. 
2.    Palibroda N. Chornenka Zh, Hrytsiuk M. Interactive methods of education in higher education. International independent scientific journal. 2019;7(1):33-5, ISSN 3547-2340. 
3.    Ushenko A, Ushenko O, Bodnar G, Hrytsiuk M. et al. Differential 3D mueller-matrix mapping of optically anisotropic depolarizing biological layers, Thirteenth International Conference on Correlation Optics, Proc. of SPIE Vol. 10612, 106121I · © 2018 SPIE CCC code: 0277-786X/18/$18 · doi: 10.1117/12.2305329.
4.    Ushenko A, Sdobnov A, Dubolazov A, Hrytsiuk M. Stokes-Correlometry Analysis of Biological TissuesWith Polycrystalline Structure. IEEE journal of selected topics in quantum electronics. 2019;25(1). ISSN 1077-260X. 
5.    Vlasova O, Marusyk U, Hrytsiuk M. Influence of ultra-small particles (10-20 nm) in the atmospheric air of Chernivtsi during intrauterine development on the course of sepsis in newborns, Journal of  Education, Health and Sport. 2019;9(11):374-80. eISSN 2391-8306. DOI http://dx.doi.org/10.12775/JEHS.2019.09.11.034, https://apcz.umk.pl/czasopisma/index.php/JEHS/article/view/JEHS.2019.09.11.034, 
6.    Таралло В, Грицюк М. Біостатистика: популяційний аспект викладання на медичних факультетах, Вісник морської медицини, 2019;4(85):19-25, DOI http://dx.doi.org/10.5281/zenodo.3605571
7.    Таралло В, Грицюк М. Ідеологія і методичні аспекти використання інтегральної інформації про здоров’я населення в управлінні системою його охорони. Економіка і право охорони здоров’я. 2019;1(9):62-4. ISSN 2415-8763. 

## Нагороди та відзнаки
Відзначена подяками та грамотами Буковинського державного медичного університету. 
Почесними грамотами Чернівецької обласної державної адміністрації. 
Почесною грамотою Чернівецької обласної ради.